# Болон
Бо̀лон (на руски: Болонь) е голямо сладководно езеро в Азиатската част на Русия, Хабаровски край.
С площ от 338 km² е второто по големина езеро в Хабаровския край след Чукчагирското езеро и 34-то по големина в Русия.
Езерото Болон е разположено в североизточната част на Средноамурската низина, на 10 km от левия бряг на река Амур, в нейната заливна тераса, на 15 m н.в. По произход то е остатъчна старица от древното русло на Амур и същевременно представлява реликва от намиращото се тук през долния кватернер грамаден езерно-речен басейн, нивото на което е достигало до 110 m н.в. Според данните на Държавния воден регистър на Русия площта му е 338 km², но тя е непостоянна и се мени в зависимост от сезоните от 324 до 612 km². Дължина от североизток на югозапад 50 km, максимална ширина 20 km.
Езерото е плитко: средна дълбочина 2,5 – 3 m, максимална – 5 m, със среден обем около 1 km3. Северният и източният му бряг са хълмисти и по тях ясно личат две надзаливни тераси (на 12 – 15 и 20 – 25 m), остатъци от бившото голямо езеро. Южните и западните му брегове са ниски и заблатени. Значителна част от приезерната котловина е заета от блата. В езерото има няколко малки острова, като един от тях Ядасен (Туф) се намира в центърът му и е с вулканичен произход. Неговото местоположение е свързано с тектонски разлом, образуван в Тихоокеанския геосинклинален пояс. Най-големият остров Гиуделген (Собол) е изграден от магмени скали и е разположен в североизточната част на езерото.
Водосборният басейн на езерото Болон заема площ от 12 500 km². В него се вливат 49 реки, като най-големи са: Харпи, Сими и Селгон вливащи се в югозападния му край и Семнюр – в западната му част. От най-източния му ъгъл чрез протоците Сий (10 km) и Серебрянная се оттича в река Амур
Подхранването на езерото е смесено – снежно и дъждовно. Нивото на водата е непостоянно, с годишна амплитуда от 3,7 m. При маловодие някои от заливите му се превръщат в отделни водоеми. През особено сухи години езерото почти пресъхва. За Болон са характерни два пълноводни сезона: пролетен и лятно-есенен. През лятото поради малката му дълбочина водата се загрява равномерно до дъното, а през зимата поради същата причина замръзва почти изцяло.
По бреговете на езерото Болон са разположени три села: Джуен на северозападния бряг, Тейсин – на северния и Ачан – на протока Сий, а в близост до него са село Болон (на 10 km северозападно) и посьолок Елбан (на 14 km северно).
Езерото е открито и за първи път нанесено на карта през 1853 г. от участниците в Руската правителствена експедиция възглавявана от морския капитан Генадий Невелски, а през 1867 г. руският военен топограф Алексей Будишчев извършва първото топографско картиране на бреговете му и реките, които се вливат в него.